# Coffs Harbour

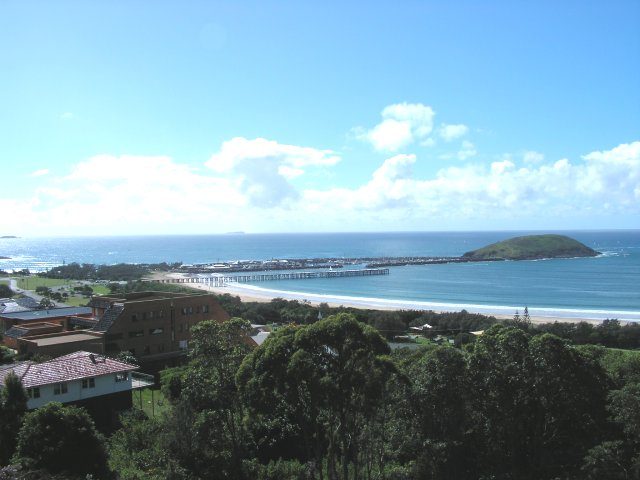
Coffs Harbour.

Coffs Harbour är en kuststad i norra New South Wales i Australien med 48 941 invånare. Staden är en populär semesterort på grund av det korta avståndet till Sydney och det subtropiska klimatet.
Coffs Harbour har en plats i Fotbolls-VM:s rekordlistor som värd för den mest målrika VM-kvalmatchen någonsin. Matchen slutade 31-0 till Australien mot Amerikanska Samoa den 11 april 2001.